# Batalha de Escópia
A Batalha de Escópia (Skopje) foi travada entre as forças bizantinas e búlgaras na vizinhança da cidade de Escópia em 1004 e terminou com a vitória dos bizantinos, liderados pelo imperador Basílio II Bulgaróctono.

## Origens do conflito
Em 1003, Basílio iniciou sua campanha contra o Primeiro Império Búlgaro e, depois de oito meses de cerco, conseguiu conquistar a importante cidade de Vidin, no noroeste do território inimigo. O contra-ataque búlgaro, na direção oposta, de Odrin, não conseguiu desviar a atenção do imperador que, depois da vitória, marchou para o sul em direção do vale da Morávia destruindo todos os castelos búlgaros que encontrou no caminho. Finalmente, Basílio II alcançou os subúrbios de Escópia e soube que havia um exército búlgaro muito próximo, do outro lado do rio Vardar.
Samuel da Bulgária contava com a proteção do rio e não tomou nenhuma precaução mais séria para assegurar o acampamento. Estranhamente, as circunstâncias eram as mesmas da Batalha de Esperqueu sete anos antes, assim como o cenário da batalha. Os bizantinos conseguiram encontrar um vau, cruzaram o rio e atacaram os desprevenidos búlgaros durante a noite. Incapazes de resistir de forma efetiva, eles logo recuaram deixando o acampamento e a a tenda real de Samuel para os bizantinos.
Porém, os vitoriosos bizantinos não conseguiram se aproveitar da vitória. Eles saquearam a região, marcharam para leste e cercaram Pernik, que terminou em desastre e acabou por forçar a retirada de Basílio.